# Thomas Lardon
Thomas Lardon (* 1954 in Hamburg) ist ein deutscher Autor, Schriftsteller, Dichter und Verleger.

## Leben
Thomas Lardon wuchs in Hamburg als jüngstes Kind einer evangelisch-freikirchlichen Pastorenfamilie auf. Nach der Mittleren Reife absolvierte er eine sozialpädagogische Ausbildung zum Erzieher. Im Anschluss arbeitete er als Jugendleiter in der Evangelischen Kirche Hessen-Nassau (EKHN) in Wiesbaden. 1975 erschienen erste Gedichte von ihm, u. a. in „Weg und Wahrheit“ und in „der literat“. Für die Wochenzeitung Rheinischer Merkur schrieb er regelmäßig belletristische Beiträge. Nach einer Teilnahme an einem Seminar der „Christlichen Presse Akademie“, einem Teil des „Gemeinschaftswerkes Evangelische Publizistik“ entschloss er sich, als Autor und Verleger im Bereich der christlichen Literatur tätig zu werden. Er wurde wöchentlicher Kolumnist der Rubrik „Die Bibel und wir“ in der Hörzu und baute die Agentur „litera“ auf, die die Zusammenarbeit zwischen Autoren, Übersetzern und Verlagen intensivieren sollte. Sein erster eigener Lyrikband erschien 1979.
1985 eröffnete er in der Wiesbadener Fußgängerzone das CICERO, ein Kulturcafé mit angeschlossener Buchhandlung – noch ein Novum in Deutschland. Aus dem Kleinverlag wurde in den folgenden Jahren eine Medienkooperation mit den TV-Sendern Sat.1 und RTL. Der Axel Springer Verlag gründete mit ihm das 50/50-Joint Venture „Springer & Lardon Mediencontor“ als Aktiengesellschaft, seit 1999 firmierte es als „Lardon Media AG“. Das Programm des Verlags war vielschichtig: von Begleitbüchern zu Fernsehserien, Geschenkboxen mit Buch und Zugaben bis hin zu Fotobänden mit bis dahin unveröffentlichten Fotos von Romy Schneider und Marilyn Monroe. Viele dieser Bücher schrieb oder bearbeitete er selbst. 1999 wurde er Gründungsverleger des Wirtschaftsmagazins brand eins. 2012 entwickelte er das Magazin „128“ für die Berliner Philharmoniker, dessen Chefredakteur und Verleger er wurde.
Seit 2019 ist Thomas Lardon wieder ausschließlich als Dichter und Schriftsteller tätig. Er wohnt in Baden-Baden, war verheiratet und hat vier Kinder. Seit Mai 2025 ist er Mitglied des PEN-Zentrum Deutschland.

## Bücher (Auswahl)
als Autor
- Du bist die Tür, Herr, die zum Leben führt. Verlag der Francke-Buchhandlung, Marburg 1979, ISBN 3-88224-074-1
- Das grosse RTL-Plus-Bibelquiz. R. Brockhaus, Wuppertal/Zürich, und Pawlak, Herrsching 1991, ISBN 978-3-417-24631-5
- Denn sie wissen nicht, wo es steht … Ein kurioser Streifzug durch die Bibel. 3. Auflage. Claudius Verlag, München 1992, ISBN 978-3-532-62086-1
- Die Bibel – das Buch der Rekorde. Noch ein kurioser Streifzug durch das Buch der Bücher. 2. Auflage. Claudius Verlag, München 1992, ISBN 978-3-532-62120-2
- Steh deinen Träumen nicht im Weg. Kurze Texte 1, Mediencontor, Zürich 2019.
- Mosaik des Herzens. Die Weisheit des Thomas von Kempen. BoD – Books on Demand, Norderstedt 2023, ISBN 978-3-7578-8997-5
- Himmlische Mächte begleiten deinen Weg. Gütersloher Verlagshaus in der Penguin Random House Verlagsgruppe, München 2024, ISBN 978-3-579-05813-9
- Quizbuch Bibel. Gütersloher Verlagshaus in der Penguin Random House Verlagsgruppe, München 2024, ISBN 978-3-579-07488-7
- Starke Frauen der Bibel. Gütersloher Verlagshaus in der Penguin Random House Verlagsgruppe, München 2024, ISBN 978-3-579-06148-1

als Herausgeber
- Ich schenk Dir einen Vers. Geistreiche Sprüche für (fast) jede Gelegenheit. R. Brockhaus Verlag, Wuppertal/Zürich 1990, ISBN 978-3-417-24617-9
- Die schönsten christlichen Kinderlieder. R. Brockhaus Verlag, Wuppertal/Zürich 1990, ISBN 978-3-417-24616-2
- Die Bibel und wir. Prominente entdecken das Buch der Bücher. 2. aktualisierte Auflage. R. Brockhaus Verlag, Wuppertal/Zürich 1991, ISBN 3-417-20463-1
- Herzensweisheit. De imitatione Christi in der Sprache unserer Zeit. Milch & Honig / Lardon Media AG, Berlin 2004, ISBN 3-89769-539-1
- Die Sommerhäuser der Dichter. Wo die schönste Zeit des Jahres verbracht wurde – von Ausschweifungen, gelungenen Werken und einem ewigen Sternenhimmel. 2. Auflage. CORSO in der Verlagshaus Römerweg GmbH, Wiesbaden 2022, ISBN 978-3-7374-0771-7